# Wilhelm Sjöholm (konstnär)
Wilhelm Sjöholm, född 12 november 1903 i Stockholm, död där 18 augusti 1974, var en svensk tecknare och målare.
Han var son till fotografen Astolf Sjöholm och Frida Huber och från 1931 gift med Marta Tångring. Sjöholm studerade för Edvin Ollers vid den Tekniska skolan i Stockholm och under ett flertal studieresor till Nederländerna, Tyskland, Baltikum och Frankrike. Hans konst består av stilleben, blommor, barn religiösa allegorier samt porträtt.     